# Andrew Lang (scrittore)
Andrew Lang (Selkirk, 31 marzo 1844 – Banchory, 20 luglio 1912) è stato uno scrittore e poeta britannico, maggiormente conosciuto quale uno dei più importanti scrittori folkloristici e di racconti di fate.

## Biografia
Lang era il maggiore degli otto figli di John Lang, impiegato pubblico a Selkirk, e di sua moglie, Jane Plenderleath Sellar, figlia di Patrick Sellar. Il 17 aprile del 1875 sposò Leonora Blanche Alleyne, figlia minore di C. T. Alleyne di Clifton e Barbados.
Venne educato al Liceo Classico di Selkirk, all'Accademia d'Edimburgo, all'Università di St. Andrews e al Balliol College, a Oxford. Fu giornalista, poeta, critico e storico, e si fece presto una reputazione come uno dei più capaci e versatili scrittori dell'epoca. Tra i suoi lavori più noti vi è la famosa serie di "libri colorati delle fiabe" o "libri arcobaleno"; 12 volumi pubblicati tra il 1889 e il 1910 intitolati ai vari colori, ciascuno contenente molteplici fiabe selezionate da Lang provenienti da ogni parte del mondo, dalle più note a quelle più sconosciute.
Morì di angina pectoris al Tor-na-Coille Hotel, a Banchory. Fu sepolto nel cimitero della cattedrale di Saint Andrews.

## Traduzioni italiane
- Uomini e libri, traduzione e cura di Massimo Ferraris, Elliot, Roma, 2020.
- Il libro rosso delle fiabe, traduzione di Annarita Verzola e Barbara Sanguineti, a cura di Cecilia Barella, Illustrato da Henry J. Ford e Lancelot Speed, Eterea editore, 2020.
- Il libro blu delle fiabe, traduzione di Annarita Verzola, a cura di Cecilia Barella, Illustrato da Henry J. Ford e George Percy Jacomb-Hood, Eterea editore, 2021.
- Il libro blu delle fate, Illustrato da Henry J. Ford e George Percy Jacomb-Hood, La Noce d'Oro, 2022.